# Quinto Regimiento
Il 5.º Regimiento de Milicias Populares (5º Reggimento della Milizia Popolare), generalmente citato come Quinto Regimiento, è stato un corpo militare di volontari repubblicani della Seconda repubblica spagnola, attivo dal 18 luglio 1936 al 22 gennaio 1937 nella guerra civile spagnola.

## Storia
L'origine risale alle Milicias Antifascistas Obreras y Campesinas (MAOC), comandate da Juan Modesto nel 1933 a Madrid. La milizia aveva il compito di protezione per i socialisti e comunisti, ed era composta principalmente da militanti della Gioventù Socialista Unificata (JSU). Quando vi fu la rivolta militare del generale Francisco Franco, furono cinque i battaglioni della milizia che parteciparono attivamente alla difesa di Madrid: il Quinto Reggimento partecipò il 23 luglio 1936 alla presa della caserma della Montagna, situata sul colle del Principe Pio, dove iniziò la rivolta franchista a Madrid ad opera del generale Fanjul.
Fondato, secondo la tradizione, il 18 luglio 1936, il Quinto Regimiento utilizzò la scuola-convento dei Salesiani come base per le operazioni militari e di formazione per i lavoratori e contadini alla disciplina militare. Già dopo i primissimi combattimenti Quinto Regimiento meritò grande ammirazione divenendo rapidamente un corpo di élite dove molti combattenti vollero essere inquadrati. Infatti dall'agosto al novembre del 1936 il numero degli arruolati crebbe 6.000 a 20.000 miliziani.
La milizia del Quinto Reggimento, soprannominato il Regimiento de acero (Reggimento d'acciaio), veniva mandata quasi sempre in prima linea e nelle principali azioni all'inizio della guerra civile spagnola per evitare il crollo della capitale repubblicana, Madrid, la milizia del "5º" partecipò alla battaglia di Somosierra, Guadarrama, Talavera e Toledo, all'evacuazione del Museo del Prado a Valencia. I suoi capi sono nomi conosciutissimi nella guerra di Spagna, Juan Modesto, Enrique Líster, Valentin Gonzalez "El campesino" e Etelvino Vega Martínez. La milizia del 5º Reggimento viene alfine inquadrata nell'esercito regolare repubblicano il 22 gennaio 1937. Vittorio Vidali, uno dei suoi comandanti, proclama quel giorno: "Il Quinto Reggimento è morto! Viva l'esercito del popolo!" La 11ª Divisione prenderà il nome di Battaglione Líster.

## Composizione ed ideologia
Nonostante le sue origini di formazione nettamente comunista, l'arruolamento nel Quinto Reggimento è stato molto diffuso tra i difensori di ogni ideologia della seconda repubblica spagnola, per il suo buon funzionamento; i soldati potevano scegliere i loro sergenti e gli ufficiali di rango inferiore, ma dopo di ciò non si potevano mettere in discussione gli ordini.
Al Reggimento era aggregata la centuria Gastone Sozzi in cui militava anche Francesco Leone che, come Vittorio Vidali, veniva dalla tradizione degli Arditi del Popolo.

## Nell'arte

### Letteratura
Francesco Fausto Nitti parla di questa formazione nel libro L'uomo che beffò Hitler e Mussolini di Pietro Ramella per quanto riguarda l'ordinamento dell'ex battaglione anarchico denominato battaglione della morte, e di altre Colonne antifasciste.

### Musica
La canzone più famosa legata alle vicende della formazione è El paso del Ebro, conosciuto anche come Ay Carmela che ne è il ritornello:
VIVA LA QUINCE BRIGADA
RUMBA LA RUMBA LA RUMBA LA
QUE NOS CUBRIRÀ DE GLORIAS
AY CARMELA, AY CARMELA
QUE NOS CUBRIRÀ DE GLORIAS
AY CARMELA, AY CARMELA.....
MERCENARIOS Y FACHISTAS
AY CARMELA, AY CARMELA
EL EJERCITO DEL EBRO
RUMBA LA RUMBA LA RUMBA LA
EL EJERCITO DEL EBRO
RUMBA LA RUMBA LA RUMBA LA
LA OTRA NOCHE EL RIO CRUZÓ
AY CARMELA, AY CARMELA
LA OTRA NOCHE EL RIO CRUZÓ
AY CARMELA, AY CARMELA»

### Cinema
Nel film L'uomo delle stelle di Giuseppe Tornatore del 1996, Leopoldo Trieste si esibisce nella toccante interpretazione di un ex volontario repubblicano nella guerra di Spagna che, affetto da mutismo acquisito, riprende la parola recitando l'inno del Quinto Regimiento davanti alla macchina da presa. Inoltre, nella scena dell'Occupazione dell'Università in The Dreamers si sente la canzone che è ascoltata da un giovane mentre gli altri occupanti dipingono su muri e colonne dell'atrio.